# الطاقة في لبنان

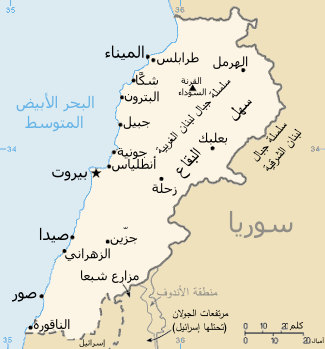
خارطة لبنان.

تتميز الطاقة في لبنان بالاعتماد الكبير على الوقود المستورد، مما أدى إلى تحديات كبيرة في ضمان إمدادات مستقرة وكافية من الكهرباء. في عام 2009، وصل استخدام الطاقة في لبنان إلى 77 تيراواط ساعة و 18 تيراواط ساعة لكل مليون شخص. ابينما كان الاستخدام الأولي للطاقة في لبنان عام 2008م هو 61 تيراواط ساعة و 15 تيراواط لكل مليون نسمة. لبنان يستورد معظم احتياجاته من الطاقة.
حتى  آب / أغسطس 2016م، لم يستطع لبنان أن يلبي كل احتياجاته لتوليد الكهرباء.هو يستورد الكهرباء من سوريا. الكهرباء المحلية يتم تسليمها في 230V و 50 هرتز.
يعاني لبنان من أزمة طاقة مزمنة تفاقمت بشكل حاد منذ عام 2019م مع تفشي الأزمة الاقتصادية والمالية، حيث أصبح قطاع الكهرباء رمزًا للإدارة الحكومية الفاشلة والفساد المستشري، والتي وصفتها مجموعة البنك الدولي في تقريرها لعام 2021م بأنها «من بين أسوأ عشر أزمات، وربما أسوأ ثلاث أزمات على مستوى العالم منذ عام 1850م»
وفقًا لتقرير صادر عن «مبادرة الإصلاح العربي»، يعتمد نظام الطاقة اللبناني بشكل شبه كامل على الاستيراد المكلِف للمشتقات النفطية لتشغيل محطات توليد الكهرباء، مما يُثقل كاهل الخزينة العامة بدعم قدّر بأكثر من 1.5 مليار دولار سنويًا قبل الأزمة. ومع انهيار الليرة اللبنانية، أصبحت مؤسسة الكهرباء عاجزة عن تأمين الوقود، مما أدى إلى انقطاع التيار الكهربائي لساعات طويلة يوميًا، واعتماد الغالبية العظمى من اللبنانيين على المولدات الخاصة بأسعار باهظة.
في المقابل، يُظهر التقرير أن الأزمة قد تشكل فرصة للإصلاح إذا ما تم اعتماد سياسات واضحة، مثل التحول نحو الطاقة المتجددة (خاصة الشمسية والريحية)، وإصلاح مؤسسة الكهرباء عبر خصخصة جزئية واعتماد أنظمة ذكية لتقليل الهدر، الذي يصل إلى 40% من الطاقة المُنتجة بسبب الشبكة القديمة والسرقات. كما يشير إلى أن لبنان يتمتع بإمكانيات كبيرة في مجال الطاقة الشمسية، حيث يزيد معدل سطوع الشمس عن 300 يوم سنويًا، مما يجعله مرشحًا مثاليًا لمشاريع الطاقة النظيفة ويوفر التحول إلى الطاقة المتجددة حلاً مستداماً من خلال توفير طاقة وتدفئة نظيفة ومحلية المصدر، مع المساعدة في الحد من آثار تغير المناخ.
ازداد الاعتماد على الطاقة الشمسية بشكل ملحوظ منذ عام 2020م. ويرجع هذا الارتفاع في المقام الأول إلى انتشار عدم الثقة في المرافق العامة والحكومة، وانخفاض التكاليف، وتزايد الوعي العام بالتلوث والمخاوف الصحية.
في ديسمبر 2023م، أقر مجلس النواب اللبناني قانون الطاقة المتجددة اللامركزية (رقم 318/2023) الذي يسمح للمواطنين والشركات بإنتاج الكهرباء من مصادر متجددة وبيع الفائض إلى شبكة الكهرباء العامة بسعة تصل إلى 10 ميغاواط، في خطوة تهدف إلى تخفيف أزمة الطاقة وتعزيز الاعتماد على الطاقة النظيفة. ورغم ذلك، لم يشهد القانون أي تقدم ملموس في التنفيذ الفعلي.
في عام 2019م، بلغت إجمالي قدرة الطاقة الشمسية الكهروضوئية 78 ميجاواط، ووصلت إلى 1,300 ميجاواط في نهاية عام 2023م. في أغسطس 2024م، وصل الوضع إلى نقطة حرجة عندما استنفدت احتياطيات الوقود بالكامل، مما أدى إلى انقطاع التيار الكهربائي على مستوى البلاد.

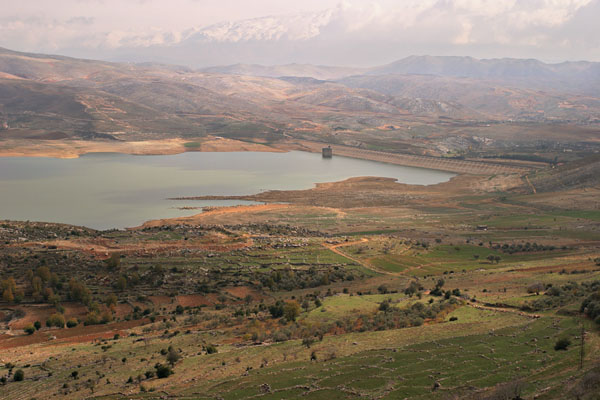
سد قرعون.

## نظرة عامة
| الفرد                                             | متزمت. الطاقة | الإنتاج | استيراد | الكهرباء | CO2-الانبعاثات |       |
| مليون                                             | TWh           | TWh     | TWh     | TWh      | Mt             |       |
| ------------------------------------------------- | ------------- | ------- | ------- | -------- | -------------- | ----- |
| 2004                                              | 3.54          | 63      | 3       | 60       | 8.85           | 15.29 |
| 2007                                              | 4.10          | 46      | 2       | 46       | 8.97           | 11.35 |
| 2008                                              | 4.14          | 61      | 2       | 61       | 9.51           | 15.23 |
| 2009                                              | 4.22          | 77      | 2       | 78       | 13.14          | 19.33 |
| تغيير 2004-2009                                   | 19%           | 23%     | -26 %   | 29%      | 48%            | 26%   |
| مكافئ = 11.63 TWh ، زم. الطاقة تشمل خسائر الطاقة. |               |         |         |          |                |       |

## الغاز

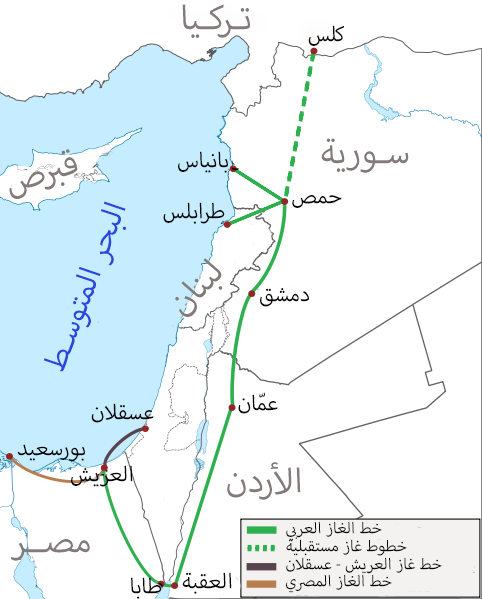
خط الغاز العربي.

شملت جهود لبنان لتنويع مصادر الطاقة استخدام الغاز الطبيعي. يُزوّد خط أنابيب الغاز العربي، الذي بدأ تشغيله في لبنان عام ٢٠٠٩م، محطة كهرباء دير عمار بالغاز الطبيعي المصري، على الرغم من عدم انتظام هذا الإمداد بسبب تقلبات جيوسياسية إقليمية. في عام ٢٠٢١م، أعلن لبنان عن خطة لإعادة توجيه وارداته من الغاز الطبيعي عبر الأردن لإنتاج الكهرباء للشبكة اللبنانية عبر سوريا. إلا أن تنفيذ هذه الخطة تأخر بسبب تحديات لوجستية وسياسية.

## الطاقة المتجددة
بحلول عام 2020، كانت تعتزم الحكومة اللبنانية أن يكون 12٪ من إجمالي احتياجاتها من الطاقة المتجددة، ولكن دون وجود مسار واضح لتحقيق النسبة المستهدفة. تم تفصيل هذا الهدف بشكل أكبر في خطة العمل الوطنية للطاقة المتجددة، والتي قدمت خارطة طريق للوصول إلى هدف 12% بحلول عام 2020م. على الرغم من عدم تحقيق هذا الهدف، إلا أن الحكومة أعلنت في عام 2018م عن أهداف أكثر طموحًا في مجال الطاقة المتجددة استجابةً لتحديات الطاقة والحاجة الملحة للتخفيف من تغير المناخ، على الرغم من أنها لم تبدأ بعد في أي تنفيذ جاد. تهدف الدولة إلى تغطية 30% على الأقل من استهلاكها للطاقة من مصادر الطاقة المتجددة بحلول عام 2030م.
وبحلول نهاية عام 2019م، بلغ إجمالي الاستثمارات في قطاع الطاقة الشمسية الكهروضوئية 125.83 مليون دولار أمريكي، حيث تم تمويل 54% من أنظمة الطاقة الشمسية الكهروضوئية المركبة من خلال آلية التمويل الوطنية لكفاءة الطاقة والطاقة المتجددة (NEEREA)، بينما تم تمويل النسبة المتبقية البالغة 46% من استثمارات غير تابعة للآلية الوطنية لكفاءة الطاقة والطاقة المتجددة. واستمرت الاستثمارات في النمو، لتصل إلى 135.19 مليون دولار أمريكي بحلول نهاية عام 2020م.